# ドラーアカデミー
ドラー・アカデミー (Dollar Academy)は、イギリス・スコットランドのクラックマナンシャイアに位置する、スコットランドで一番古い寮制インデペンデント・スクール（私立校）である。1818年にキャプテン・ジョン・マクナブによって設立された。イギリスで最も古い男女共学のパブリックスクールとしても知られている。
岩手県九戸郡九戸村と交流があり、毎年日本からのホームステイなどを通して交流を続けている。
イギリス紙スコッツマン (The Scotman) によると、2007年のハイヤーズ（高校2年生 (Form V) が受ける試験）に合格した生徒の率がスコットランドのパブリックスクールの中で最も高く、95%であった。

## 学業
ドラーアカデミー校は5歳から10歳までが通う小学校 (Prep School)、11歳、12歳の中学校 (Junior School) と、13歳から18歳までが通う高校 (Senior School) の3つに分かれており、小学生をPrep I-V、中学生をJunior I、II、高校生をForm I-VIと呼ぶ。
Form IVからForm VIの生徒はスコットランド資格機関（Scottish Qualifications Authority又はSQA）が所管する試験である、スタンダードグレイド、ハイヤーズまたはアドバンスド・ハイヤーズ（Advanced Higher, 大学進学に必要）を毎年5月から6月に受験する。
学費はスコットランドの学校の中で学費が16番目、SQAの試験を行っている学校の中では8番目に高く、年間約7,300ポンドから9,800ポンド、寮生は学費も含め約18,000ポンドから21,000ポンドとなっている。

## キャンパス
本校は計8つの校舎、体育館、テニスコートのほか4つの寮（男女2つずつ）を所持しており、合計面積は70エーカーに上る。

## 学校の生活
本校の生徒は5歳から18歳までの合計約1300人、そのうち約90人が寮で生活している。その他の生徒は学校の近くに住んでいて歩いて登校するか、バスを使用する。主にスターリング、ファイフ、パースなどから通っている生徒が多い。
本校は3学期制で、それぞれの学期をTermと呼ぶ。Term 1は8月下旬から12月中旬、Term 2は1月上旬から3月下旬、Term 3は4月下旬から6月下旬までで、それぞれの学期の間はChristmas holiday, Easter holiday, Summer holidayの長期休暇がある。また、10月中旬と2月中旬にはOctober break, February breakと呼ばれる1週間ほどの短期休暇もある。それぞれの休みには寮生が自宅に帰り、長期休暇の期間は寮に泊まることは不可となっている。寮生がいるため、基本的にイギリスの祝日には学校を休みはしないが、長期休暇などに休まなかった分の休日を補うため、公立学校よりも多少休みが長いことがある。
朝は午前8時45分から始まり、生徒がそれぞれのクラス (Registration) に行き、それぞれの担任が出欠席をとる。その後、月・水・金は午前8時55分から午前9時15分までの集会 (Assembly) に行き、その他の日は午前9時10分から1時間目が始まる。1日に授業が5コマあり、1コマ60分（教室移動時間を含める）である。2コマ目と3コマ目の間（午前11時15分から午前11時30分）に15分の中休み (Break time) があり、3コマ目終了後（午後12時30分）に55分の昼休みがある。4コマ目は午後1時25分から始まり、学校が終わるのは午後3時25分となっている。放課後はラグビー・クリケットなどのスポーツ系や合唱やオーケストラなどの芸術系の部活動がある。部活動に所属していない生徒も多く、また部活の活動日も部活や学期によって大きく異なる。
昼休みに高校生（Form I からForm VI）は学校の食堂 (Dinning Hall) に行くか、街 (Downtown) の店まで買いに出ることが多い。弁当を持参する生徒も多い。小・中学生（Prep I からJunior II）は基本的に街に行くことは許されておらず、弁当を持参するか食堂で食べる。
制服は男子はブレザー、ネクタイ、白いYシャツ、ズボン、黒靴下、女子はブレザー、白いブラウス、ネクタイ（長袖のブラウスの時のみ）、キルト、タイツ、そして男女共に黒い靴を履く。場合によっては紺のセーターを着ることも許されている。

## 年間行事
Term 1: Sponsored walk、Form VI dinner (Form VI のみ）、Halloween Disco（Junior school又はForm I のみ）、Christmas concert（ここ3年、学校から約一時間ほどのところにあるパースコンサートホールで行っている）Christmas Dance
Term 2: Form VI play（Form VI のみが出演する演劇）、Burn's supper（Form VI のみ）、Entrance Exam（毎年1月に行われる入学試験）
Term 3: Junior School Musical、Senior School Musical、Teddybear's picnic(Prep I とForm VI のみ）、Summer ball（Form VI のみ）、Prize Giving
Sponsored walk, Halloween disco, Teddybear's picnicはチャリティーイベントである。
Junior School MusicalとSenior School Musicalは毎年演目が異なり、これまでアニー、コパカバーナ、マイ・フェア・レディー、屋根の上のバイオリン弾きなどが上演された。

## 出身者
卒業生の中にはジェイムズ・デュワーなどをはじめ、多くの著名人がいる。